# Station Drewnica
Station Drewnica is een spoorwegstation in de Poolse plaats Marki.